# Малберри-стрит (фильм)
«Ма́лберри-стрит» (англ. Mulberry Street; другое название — «Улица Ма́лберри») — американский низкобюджетный фильм ужасов, вышедший в 2007 году. Полнометражный дебют в кино Джима Микла, снятый по сценарию Ника Дамичи, который также исполнил в фильме главную роль. По мнению режиссёра, фильм является не столько хоррором, сколько историей о судьбах людей, живущих по соседству (англ. Ultimately, more than a horror movie, it's a neighborhood movie).

## История
В фильме заняты в основном знакомые актёры Микла и Дамичи, некоторые из них одновременно являлись членами съёмочной группы. Роль старика Чарли сыграл отец Дамичи. Прототипами основным персонажей послужили соседи Дамичи по подъезду, похожему на тот, в котором происходит действие в фильме.
Фильм был представлен на втором фестивале фильмов ужасов After Dark Horrorfest в 2007 году. Он также завоевал ряд наград на других фестивалях и в целом был хорошо принят критикой и зрителями.

## Сюжет
Действие происходит на протяжении суток, главным образом на Малберри-стрит в Нью-Йорке.
Утром поступают сообщения о том, что зарегистрированы случаи нападения крыс на людей в метро. Вскоре метро закрывают, а затем весь Манхэттен изолируют от остального города. Об этом не сразу узнают жители одного из домов на Малберри-стрит, которые пока живут обычной жизнью. Вдовец Клатч возвращается после утренней рыбалки и ждёт свою дочь Кейси, которая должна приехать домой. Он беседует со своим другом, негром Коко, а также знакомится с Кей — одинокой матерью, живущей с сыном-подростком. Её сын Отто в этот день не идёт в школу, сказавшись больным. Ещё в подъезде живёт пожилой Чарли и старик Фрэнк, а также консьерж Росс. Когда Росс ремонтирует в подвале водопровод, его кусает крыса. Тем временем Кей идёт на работу в бар. Постепенно бар заполняется, люди видят по телевизору новости о нападениях крыс, однако никаких разъяснений не даётся. Внезапно некоторые из посетителей начинают нападать на остальных — это те, кому передался крысиный вирус. Они кусают и раздирают людей, постепенно их лица начинают напоминать крысиные морды. Укушенные «крысолюдьми» сами через некоторое время становятся такими же. В баре возникает паника, Кей удаётся укрыться в подвале.
Тем временем в доме на Малберри-стрит крысиный вирус поразил и Росса, который тоже начинает нападать на людей. Клатч и Коко запирают его в кладовку. Затем Клатч, поняв по происходящему на улицах, что Кей грозит опасность, бежит в бар ей на помощь. Росс выбирается из кладовки через каминную трубу и проникает в комнату Отто, который убегает. Кейси не может добраться до дома из-за транспортного коллапса и общей неразберихи. Наконец она садится в машину, водителя которой загрызли, и едет на Малберри-стрит. По дороге она встречает Клатча и Кей, который садятся к ней в машину. Однако Кей через заднее стекло утаскивают «крысолюди». Клатч с дочерью приходят в дом. Дом со всех сторон атакуют «крысолюди». Они проникают в комнату, где сидят Чарли и Фрэнк; тогда Фрэнк взрывает свой кислородный баллон, поняв, что им не уйти живыми.
Клатч, Кейси и Коко устремляются к пожарной лестнице, однако Коко утаскивают «крысолюди». Клатч и Кей выходят на крышу, где встречают Отто. Снизу прорываются заражённые, в том числе Кей, которую Клатч убивает, и Коко. Схватившись с Коко, Клатч прыгает с ним с крыши, они погибают. На улицах появляются спасательные отряды в защитных костюмах и противогазах. Отряд поднимается на крышу, где остались только Кейси и Отто. Заподозрив, что Кейси укушена, спасатель стреляет в неё шприцем с ядом. Отто уводят.

## В ролях
- Ник Дамичи — Клатч
- Ким Блэр — Кейси
- Рон Брайс — Коко
- Бо Корр — Кей
- Тим Хаус — Росс
- Ларри Флейшман — Чарли
- Ларри Медич — Фрэнк
- Хавьер Пикайо — Отто
- Джон Хойт — Большой Вик

## Награды
- 2007 — Кинофестиваль After Dark в Торонто, приз за лучший независимый художественный фильм (Джим Микл)
- 2007 — Кинофестиваль фантастических фильмов в Амстердаме, приз «Чёрный тюльпан» / специальное упоминание (Джим Микл)
- 2007 — Кинофестиваль Fant-Asia, третье место в конкурсе лучших европейских и североамериканских фильмов (Джим Микл)